# Streifenuhu
Der Streifenuhu (Ketupa philippensis, Synonym: Bubo philippensis), auch Philippinenuhu genannt, ist eine Art aus der Familie der eigentlichen Eulen. Er kommt ausschließlich in Südostasien vor. Es handelt sich um eine verhältnismäßig seltene Art, die als gefährdet eingestuft wird.

## Merkmale
Mit einer Körpergröße von 40 bis 43 Zentimetern ist der Streifenuhu eine verhältnismäßig kleine Uhuart. Er hat kurze, etwas nach außen geneigte Federohren. Die Körperoberseite ist braunrötlich bis dunkelbraun mit schwarzen Längsstreifen. Der Schwanz ist dumpf rotbraun mit einem dunklen Querstreifen. Das Kinn ist blass rötlich, die Kehle weißlich. Der Rest der Körperunterseite ist blass rötlichbraun mit dunklen, braunen Streifen. Die Läufe sind befiedert. Der Schnabel ist verhältnismäßig groß. In seinem Verbreitungsgebiet ist der Streifenuhu nur mit der Mindanao-Zwergohreule zu verwechseln. Diese ist allerdings rötlicher gefärbt und auf der Brust und den Flanken finden sich sehr breite Streifen.

## Verbreitung und Lebensraum
Das Verbreitungsgebiet beschränkt sich auf die Philippinen. Hier kommt der Streifenuhu auf den Inseln Luzon, Catanduanes, Mindanao, Samar und Leyte vor. Er ist ein Standvogel. Sein Lebensraum sind Wälder in der Nähe von Flüssen und Seen. Er hält sich in der Regel nur in den Tiefebenen auf.

## Lebensweise
Der Streifenuhu ist eine weitgehend unerforschte Art. Weder seine Lebensweise noch seine Fortpflanzungsbiologie sind bislang erforscht. Auch über sein Nahrungsspektrum ist nichts bekannt. Beine und Füße sowie der sehr kräftige Schnabel legen nahe, dass er überwiegend kleine Säuger und Vögel frisst.

## Bestand und Gefährdung
Der Bestand des Streifenuhus wird auf ca. 2.500–10.000 erwachsene Tiere geschätzt. Die Gefährdung des Uhus wird durch die zunehmende Fragmentierung des Lebensraums durch illegalen Holzeinschlag und die weitverbreiteten Brandrodungen verursacht. So ist in der Sierra Madre (Luzon) der Waldbestand um 83 %, auf Mindanao um 29 % zurückgegangen, so dass die Bestände zunehmend auf die Schutzzonen zurückgedrängt werden. So wurden Bestände des Streifenuhus in den Nationalparks und Naturschutzgebieten Mount Kitanglad Range Natural Park, Bulusan Volcano National Park, Northern Sierra Madre Natural Park, Mount Apo Natural Park, Angat Watershed Forest Reserve,  Catanduanes Watershed Forest Reserve, Mounts-Banahaw-San-Cristobal-Nationalpark, Rajah Sikatuna Protected Landscape, Kalbario-Patapat National Park, Mounts Palay-Palay-Mataas Na Gulod National Park erfasst.

## Belege

### Einzelbelege
1. 1 2  König et al., S. 341.